# Festival international du film fantastique de Neuchâtel 2007
Le Festival international du film fantastique de Neuchâtel 2007 s'est déroulé du mardi 3 juillet au dimanche 8 juillet. Le premier Open Air de 500 places situé sur le quai Ostervald a été créé lors de cette édition, c'est là que s'est également déroulée la cérémonie d'ouverture. Malgré un météo maussade, l'Open-air n'a pas trop souffert et seules deux séances ont dû être déplacées dans une salle . Un cycle de conférences analyse les enjeux de la production du cinéma de genre en Suisse. Le nombre de spectateurs ayant assisté à des projections est en hausse et s'élève à 17 000. Grâce à ce succès, la confédération augmente les subside du NIFFF de 50 000 à 75 000 Frs .
Lieux : Apollo 1, Apollo 2, Apollo 3, Open-Air Quai Ostervald

## Jurys et invités

### Le jury international
- Lucile Hadzihalilovic, réalisatrice ( France)
- Jaume Balaguero, réalisateur ( Espagne)
- Douglas Buck, réalisateur ( États-Unis)
- Mo Hayder, écrivain ( Royaume-Uni)
- Franziska Weisz, actrice ( Autriche)

### Invités d'honneur
- Park Chan-wook réalisateur ( Corée du Sud)
- Ryoo Seung-wan réalisateur ( Corée du Sud)
- Mick Garris réalisateur ( États-Unis)

## Sélection

### Longs métrages

#### International competition
- 28 semaines plus tard (28 Weeks Later, 2007) de Juan Carlos Fresnadillo ( Royaume-Uni)
- Black Sheep (2006) de Jonathan King ( Nouvelle-Zélande)
- Cold Prey (Fritt vilt, 2006) de Roar Uthaug ( Norvège)
- Day Watch (Dnevnoy dozor, 2006) de Timur Bekmambetov ( Russie)
- How To Get Rid Of The Others (Hvordan vi slipper af med de andre, 2007) de Anders Ronnow-Klarlund ( Danemark)
- Le Guerrier de jade (Jadesoturi, 2006) de Antti-Jussi Annila ( Finlande)
- La Antena (2007) de Esteban Sapir ( Argentine)
- Nightmare Detective (Akumu tantei, 2006) de Shinya Tsukamoto ( Japon)
- The Signal (2007) de Jacob Gentry, David Bruckner, Dan Bush ( États-Unis)
- Les Vilains Petits Canards (Gadkie lebedi, 2006) de Konstantin Lopushansky ( Russie)
- Nous, les vivants (Du levande, 2007) de Roy Andersson ( Suède)

#### New cinema from Asia
- Dasepo Naughty Girls (Dasepo sonyo, 2006) de Jae-yong Lee ( Corée du Sud)
- Death Note (2006) de Shusuke Kaneko ( Japon)
- Death Note 2: The Last Name (2006) de Shusuke Kaneko ( Japon)
- Don : La Chasse à l'homme (Don, 2006) de Farhan Akhtar ( Inde)
- Le guerrier de feu (Khon fai bin, 2006) de Chalerm Wongpim ( Thaïlande)
- Mushishi (2006) de Katsuhiro Ōtomo ( Japon)
- Amer Béton (Tekkon kinkurîto, 2006) de Michael Arias ( Japon)
- The Victim (Phii khon pen, 2006) de Monthon Arayangkoon ( Thaïlande)

#### Cérémonies
- L'Orphelinat (El orfanato, 2007) de Juan Antonio Bayona ( Espagne) Ouverture, Open Air
- Je suis un cyborg (Ssa-i-bo-geu-ji-man-gwen-chan-a, 2006) de Park Chan-wook ( Corée du Sud) Clôture, Open Air

#### Midnight Screening
- À louer de Jaume Balagueró ( Espagne)
- Sisters de Douglas Buck ( États-Unis)
- La colline a des yeux 2 de Martin Weisz ( États-Unis)
- Hell's Ground de Omar Ali Khan ( Pakistan)

#### Masters of Horror
- Chocolat (Cholcolate, 2005) de Mick Garris ( États-Unis)
- La Muse (Valerie on the Stairs, 2006) de Mick Garris ( États-Unis)
- Piégée à l'intérieur (Pro Life, 2006) de John Carpenter ( États-Unis)
- Un son qui déchire (Sounds Like, 2006) de Brad Anderson ( États-Unis)
- La Guerre des sexes (The Screwfly Solution, 2006) de Joe Dante ( États-Unis)

#### Swiss Focus
- Marmorera (2006) de Markus Fischer ( Suisse)
- Die Vogelpredigt (2005) de Clemens Klopfenstein ( Suisse)
- L'Ecart (2006) de Franz Joseph Holzer ( Suisse)

#### Open Air
- Les Contes de Terremer de Goro Miyazaki ( Japon)
- The Host de Bong Joon-ho ( Corée du Sud)
- Paprika de Satoshi Kon ( Japon)
- Hot Fuzz de Edgar Wright ( Royaume-Uni)

#### Retro 3D: O-Oh
- Le Météore de la nuit (It Came from Outer Space,1953) de Jack Arnold ( États-Unis)
- Revenge of the Shogun Women (Shi shan nu ni, 1977) de Mei-chun Chang ( Hong Kong)
- L'Homme au masque de cire (House of Wax, 1953) de André de Toth ( États-Unis)
- Chair pour Frankenstein (Flesh for Frankenstein, 1973) de Paul Morrissey, Anthony M. Dawson ( États-Unis)
- L'Étrange Créature du Lac Noir (Creature from the Black Lagoon, 1954) de Jack Arnold ( États-Unis)

#### Retro Korean Thrills
- Dream de Sang-ok Shin ( Corée du Sud)
- The Insect Woman de Ki-young Kim ( Corée du Sud)
- I-Eoh Island de Ki-young Kim ( Corée du Sud)
- The Woman of Fire 82 de Ki-young Kim ( Corée du Sud)
- Joint Security Area de Park Chan-wook ( Corée du Sud)
- Die Bad de Ryoo Seung-wan ( Corée du Sud)
- Sorum de Jong-chan Yun ( Corée du Sud)
- Sympathy For Mister Vengeance de Park Chan-wook ( Corée du Sud)
- No Blood, No Tears de Ryoo Seung-wan ( Corée du Sud)
- Old Boy de Park Chan-wook ( Corée du Sud)
- Lady Vengeance de Park Chan-wook ( Corée du Sud)
- Trois extrêmes de Park Chan-wook, Takashi Miike, Fruit Chan ( Corée du Sud)
- Crying Fist de Ryoo Seung-wan ( Corée du Sud)
- City of Violence de Ryoo Seung-wan ( Corée du Sud)
- Les Enragés du Cinéma Coréen ( France)

### Courts-métrages

#### Swiss Shorts
Sélection non détaillée

#### European Shorts
Sélection non détaillée

## Palmarès
| Prix                                                                      | Attribué à                                           | Pays             |
| ------------------------------------------------------------------------- | ---------------------------------------------------- | ---------------- |
| Prix H. R. Giger Narcisse du meilleur film                                | Nous, les vivants de Roy Andersson                   | Suède            |
| Prix TSR du public                                                        | Black Sheep de Jonathan King                         | Nouvelle-Zélande |
| Mention spéciale du Jury International                                    | Les Vilains Petits Canards de Konstantin Lopushansky | Russie           |
| Prix de la Jeunesse Denis-de-Rougemont                                    | La Antena de Esteban Sapir                           | Argentine        |
| SSA/Suissimage Prix H. R. Giger Narcisse du meilleur court métrage suisse | City wasp de Stephan Wicki, Steven Tod               | Suisse           |
| Méliès d'argent du meilleur long métrage européen                         | Les Vilains Petits Canards de Konstantin Lopushansky | Russie           |
| Nomination pour le Méliès d'Or du meilleur court métrage européen         | Silence Is Golden de Chris Shepherd                  | Royaume-Uni      |
| Prix Mad Movies du meilleur film Asiatique                                | Don : La Chasse à l'homme de Farhan Akhtar           | Inde             |
| Prix Titra Film                                                           | Nous, les vivants de Roy Andersson                   | Suède            |